# Sąd Okręgowy w Warszawie

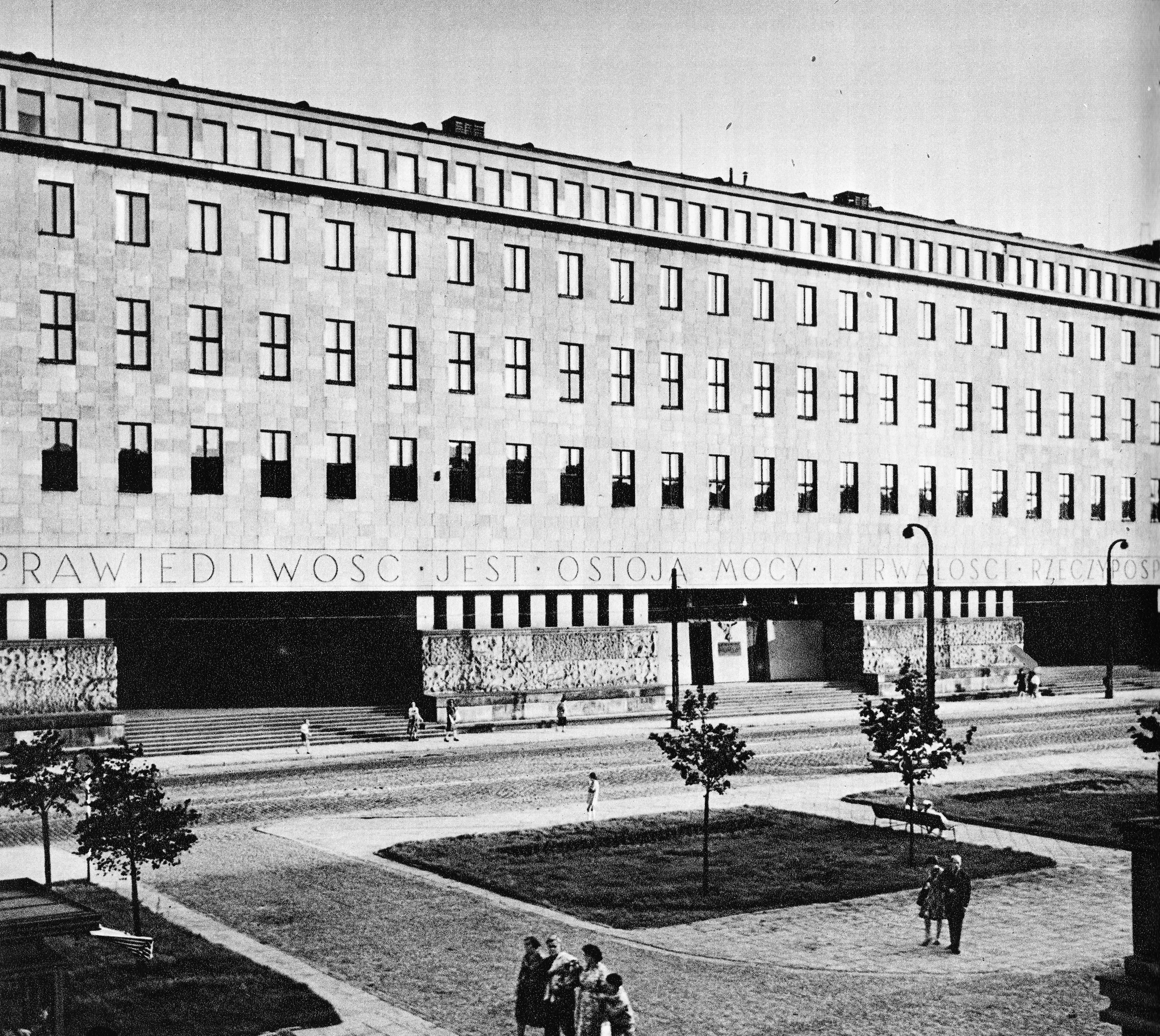
Gmach w latach 60.

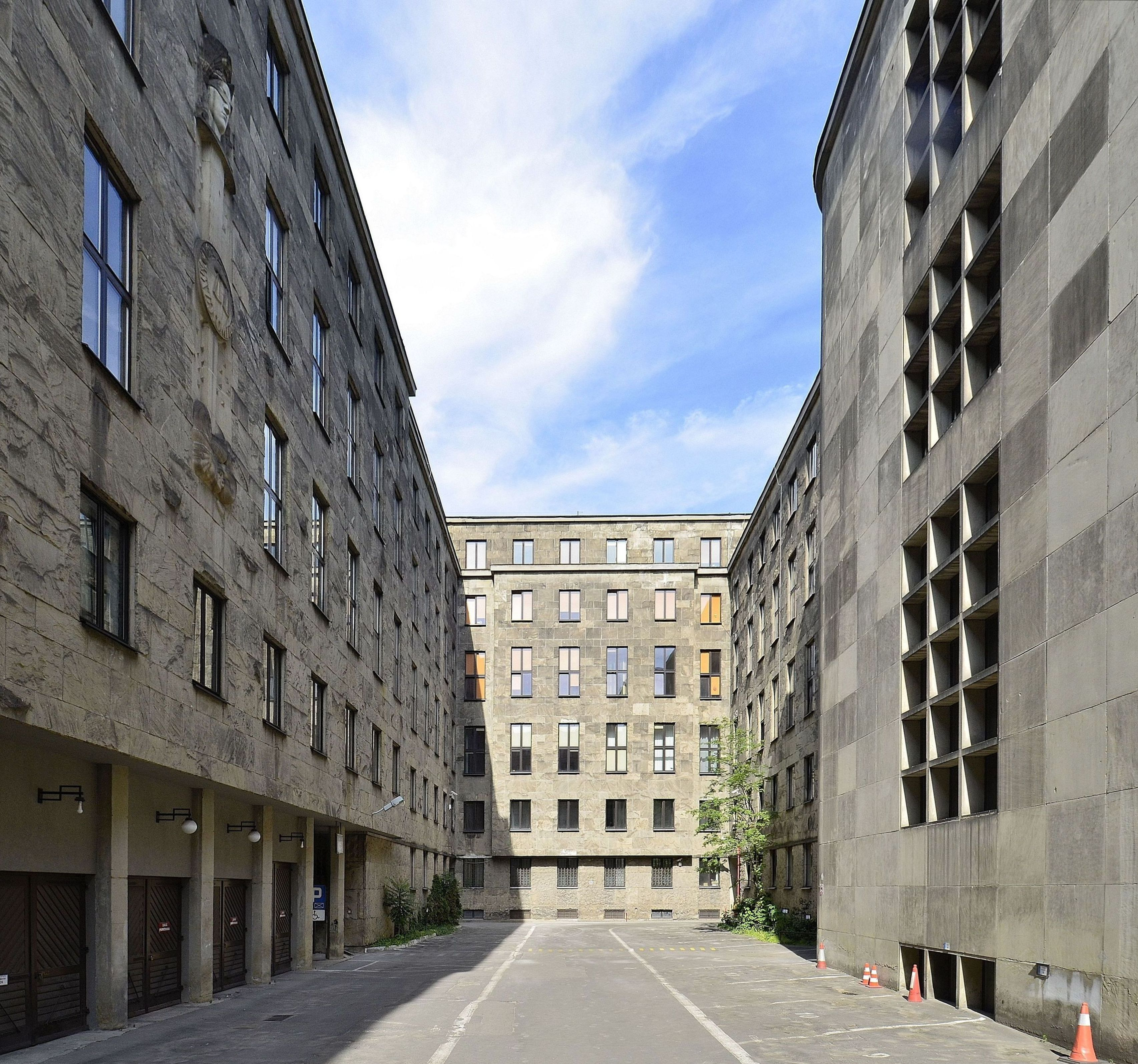
Dziedziniec wewnętrzny

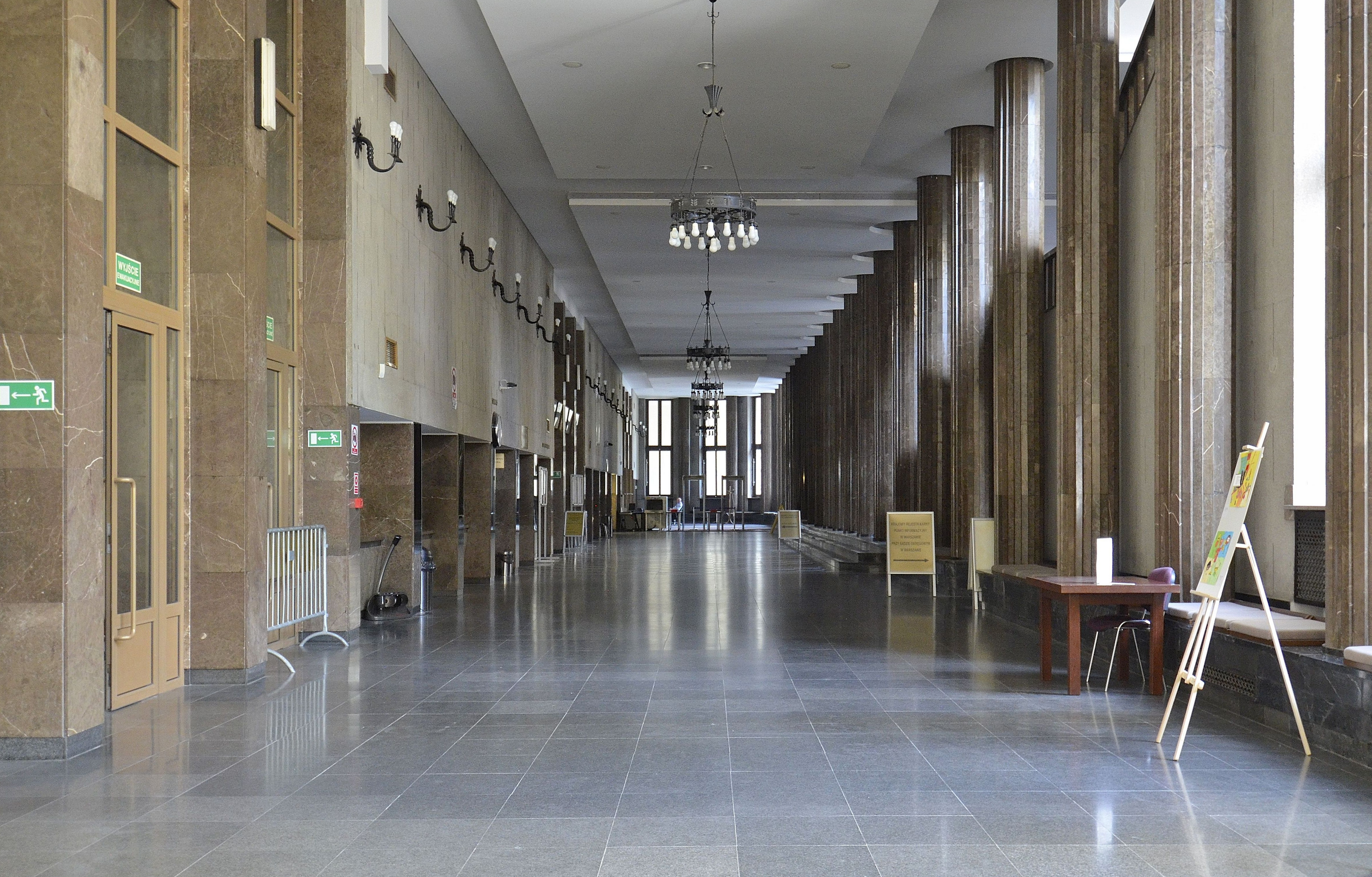
Hol główny

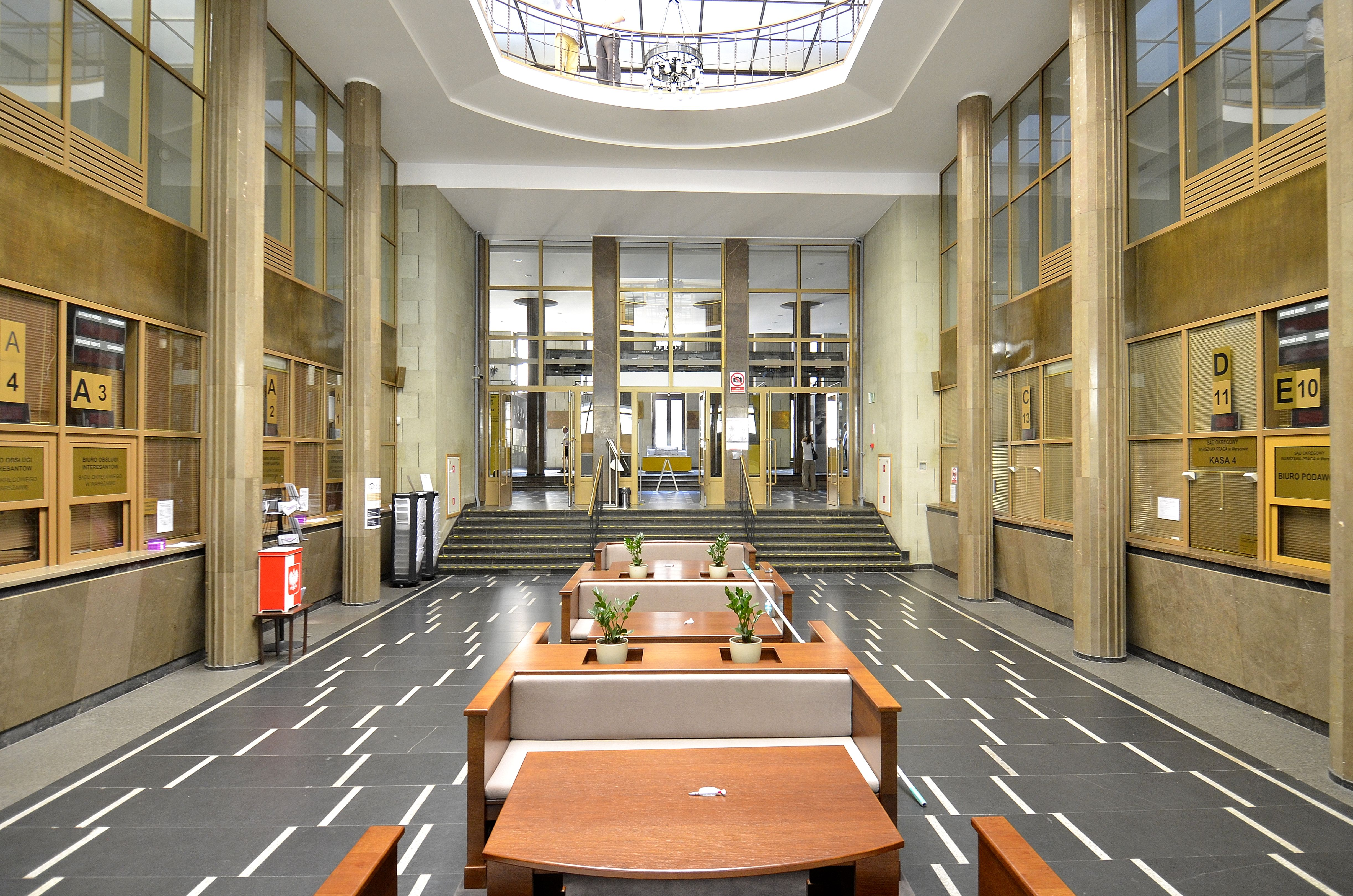
Biuro Obsługi Interesantów

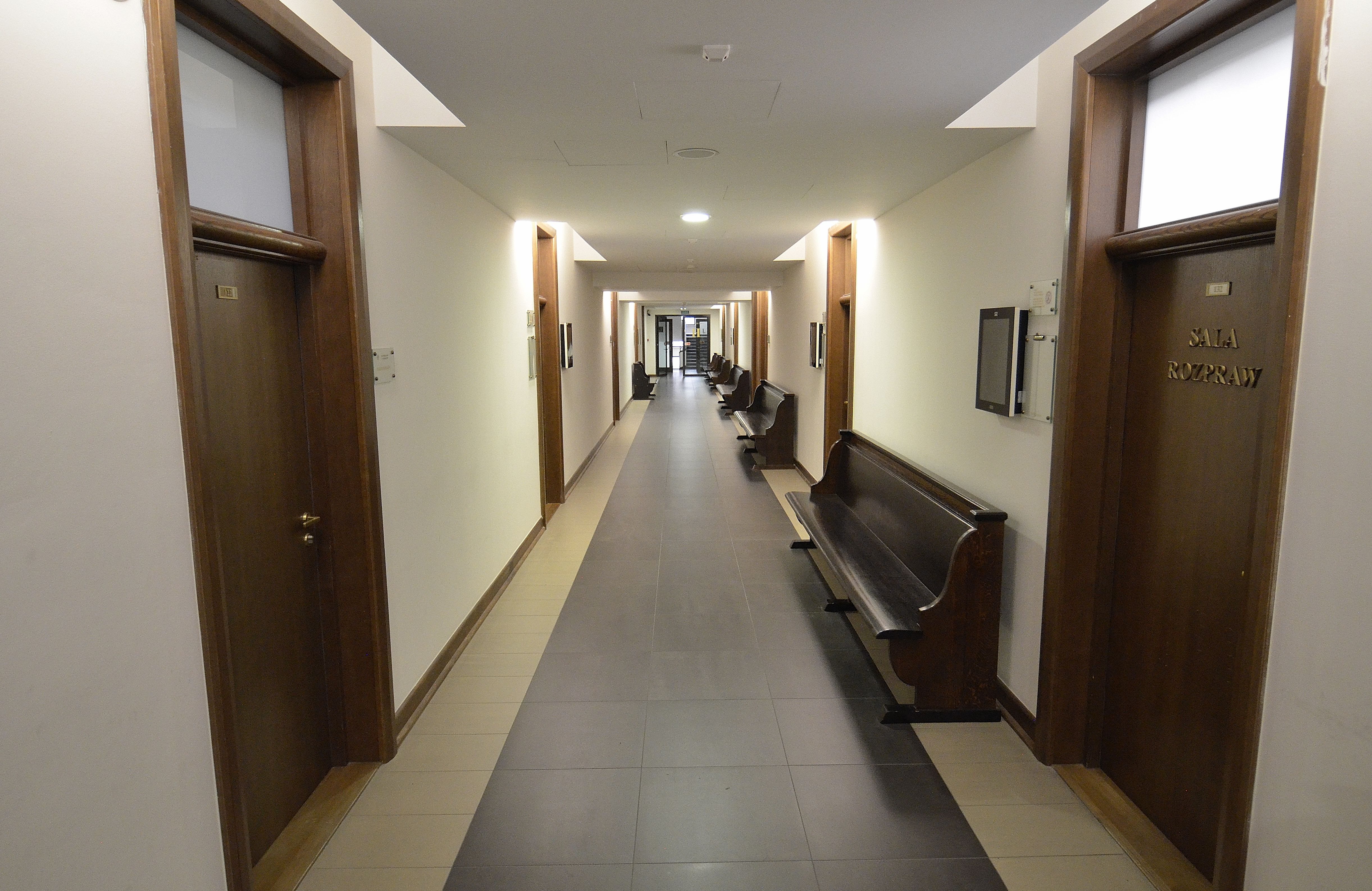
Korytarz z salami rozpraw

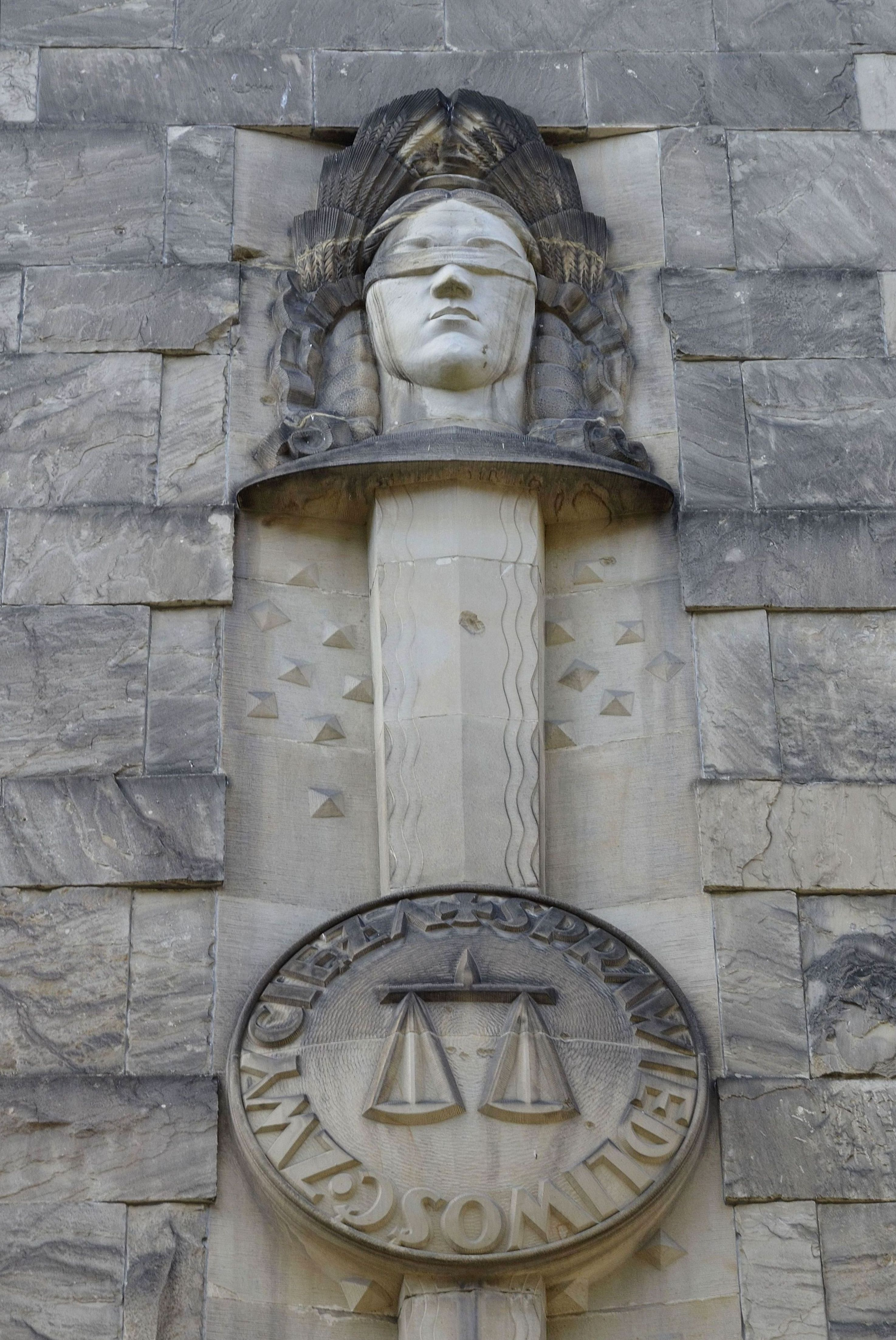
Jeden z symboli sprawiedliwości – Temida z opaską na oczach – na fasadzie gmachu (dziedziniec wewnętrzny)

Sąd Okręgowy w Warszawie – organ wymiaru sprawiedliwości powołany do rozstrzygania spraw sądowych I instancji i II instancji, znajdujący się w Warszawie przy al. „Solidarności” 127. Sąd ten prowadzi ewidencję partii politycznych.
Gmach sądu wzniesiono w latach 1935–1939 pod adresem ul. Leszno 53/55. W 2009 został wpisany do rejestru zabytków.

## Status prawny
Sąd okręgowy jest państwową jednostką organizacyjną nieposiadającą osobowości prawnej. W polskim wymiarze sprawiedliwości jest zasadą, że w pierwszej instancji orzeka sąd rejonowy, natomiast sąd okręgowy orzeka jako sąd pierwszej instancji tylko w sprawach o zbrodnie i niektóre występki. Na wniosek sądu rejonowego sąd apelacyjny może przekazać sądowi okręgowemu do rozpoznania w I instancji sprawę o każde przestępstwo ze względu na szczególną wagę lub zawiłość tej sprawy.
Sąd Okręgowy stanowi element władzy sądowniczej sprawującej wymiar sprawiedliwości na podstawie Konstytucji RP. Sposób organizacji Sądu reguluje ustawa o ustroju sądów powszechnych, a także akty wykonawcze. Obejmuje obszar właściwości sądów rejonowych 
Sąd Okręgowy w Warszawie obejmuje obszar właściwości sądów rejonowych w: Grodzisku Mazowieckim, Pruszkowie, Piasecznie oraz dla Warszawy-Mokotowa, Warszawy-Śródmieścia, Warszawy-Woli, Warszawy-Żoliborza, dla m. st. Warszawy w Warszawie dla dzielnic: Ochota, Ursus i Włochy.

## Struktury organizacyjne
Sądy Okręgowe funkcjonują w strukturach sądów powszechnych, które rozstrzygają wszelkie sprawy z zakresu prawa karnego, cywilnego, rodzinnego i opiekuńczego oraz prawa pracy i ubezpieczeń społecznych, które nie są zastrzeżone dla innych sądów.
W Sądzie Okręgowym w Warszawie utworzone zostały następujące wydziały:
- Wydział I Cywilny
- Wydział II Cywilny
- Wydział III Cywilny
- Wydział IV Cywilny
- Wydział V Cywilny Odwoławczy
- Wydział VI Cywilny Rodzinny Odwoławczy
- Wydział VII Cywilny Rodzinny i Rejestrowy
- Wydział VIII Karny
- Wydział IX Karny Odwoławczy
- Wydział X Karny Odwoławczy
- Wydział XI Penitencjarny i Nadzoru nad Wykonywaniem Orzeczeń Karnych
- Wydział XII Karny
- Wydział XIII Pracy i Ubezpieczeń Społecznych
- Wydział XIV Pracy i Ubezpieczeń Społecznych
- Wydział XV Wykonywania Orzeczeń
- Wydział XVI Gospodarczy
- Wydział XVII – Sąd Ochrony Konkurencji i Konsumentów
- Wydział XVIII Karny
- Wydział XIX Wizytacyjny
- Wydział XX Gospodarczy
- Wydział XXI Pracy i Ubezpieczeń Społecznych
- Wydział XXII Własności Intelektualnej
- Wydział XXIII Gospodarczy Odwoławczy i Zamówień Publicznych
- Wydział XXIV Cywilny
- Wydział XXV Cywilny
- Wydział XXVI Gospodarczy
- Wydział XXVII Cywilny Odwoławczy
- Wydział XXVIII Cywilny

## Historia gmachu
Wzniesienie reprezentacyjnego gmachu sądów grodzkich na Lesznie (nazywanego zwyczajowo Sądami na Lesznie) powierzono prof. inż. arch. Bohdanowi Pniewskiemu. Budowę rozpoczęto w II połowie 1935 roku, trwała ona niespełna 4 lata i wiosną 1939 została zakończona. Wiązała się ona z licznymi uwagami krytycznymi ze strony palestry, która utyskiwała na znaczne oddalenie gmachu od Sądu Okręgowego, Sądu Apelacyjnego i Sądu Najwyższego, które mieściły się przy placu Krasińskich. Gmach zaczął służyć warszawskiemu sądownictwu 30 czerwca 1939. Dostojność, monumentalne ukształtowanie bryły, staranne opracowanie detali to elementy charakteryzujące ten budynek. W charakterze dekoracji umieszczono nad wejściem głównym maksymę Sprawiedliwość jest ostoją mocy i trwałości Rzeczypospolitej, sformułowaną przez Andrzeja Frycza Modrzewskiego.
Mimo wybuchu II wojny światowej, Sądy Grodzkie nadal służyły polskiemu wymiarowi sprawiedliwości. Ich pracę przerwały dopiero naloty niemieckiego lotnictwa. W miarę upływu czasu życie okupowanej Warszawy wróciło do normy. 11 grudnia 1939 Sądy ponownie rozpoczęły swoją działalność, jednakże już pod ścisłą kontrolą i nadzorem niemieckim. Zajmowały część budynku od strony ul. Leszno, w pozostałej części Niemcy zorganizowali swój szpital. W Sądach Grodzkich sprawy rozpatrywali polscy sędziowie, jednak każdy wyrok musiał być zatwierdzony przez władze niemieckie. Spod kompetencji sądów polskich wyłączone były sprawy kryminalne, w których oskarżonym był Niemiec, jak również sprawy cywilne między Polakami a Niemcami.
Z uwagi na spełniane funkcje gmach Sądów nie został w listopadzie 1940 włączony do getta warszawskiego. Stał się miejscem spotkań ludzi z obu stron muru getta – dostęp do budynku mieli zarówno mieszkańcy dzielnicy zamknięty (od strony ulicy Leszno), jak i pozostałej części miasta (od strony ulicy Białej). Te wydarzenia od 2008 upamiętnia jeden z pomników granic getta u zbiegu ulic Chłodnej i Elektoralnej.
Po zakończeniu wojny przystąpiono do odbudowy budynku Sądów. Gmach ocalał, ale piętra V i VI zostały spalone. Odbudowany gmach oddano do użytku w lipcu 1949.
W 1950 roku do gmachu przeniósł się z Łodzi Sąd Najwyższy. W 2009 został on wpisany do rejestru zabytków.
Zgodnie z rozporządzeniem Ministra Sprawiedliwości z dnia 30 grudnia 1998 roku (Dz.U. z 1998 r. nr 166, poz. 1253) w sprawie utworzenia sądów apelacyjnych, sądów okręgowych i sądów rejonowych oraz ustalenia ich siedzib i obszarów właściwości, z dniem 1 stycznia 1999 z Sądu Wojewódzkiego został utworzony Sąd Okręgowy w Warszawie. Ostatnie zmiany miały miejsce 1 maja 2005, kiedy to na mocy rozporządzenia Ministra Sprawiedliwości z dnia 23 grudnia 2004 rozpoczął działalność Sąd Okręgowy Warszawa-Praga w Warszawie z siedzibą w gmachu przy al. „Solidarności” 127.

### Prezesi Sądu
- sędzia sądu okręgowego Beata Waś – od 8 sierpnia 2005 do 7 sierpnia 2011[16]
- sędzia sądu okręgowego Małgorzata Kluziak – od 12 września 2011 do 11 września 2017[17][18]
- sędzia sądu okręgowego Joanna Bitner – od 12 września 2017 do 16 listopada 2020 (rezygnacja)[19][20]
- sędzia sądu apelacyjnego Piotr Schab – od 17 listopada 2020 do lipca 2022 (objęcie funkcji Prezesa Sądu Apelacyjnego w Warszawie)[21][22]
- sędzia sądu okręgowego Joanna Przanowska-Tomaszek – od lipca 2022[23] do lipca 2024 (odwołanie z funkcji)
- sędzia sądu okręgowego Beata Najjar – od 7 sierpnia 2024[24]